# Myopites inulaedyssentericae
Myopites inulaedyssentericae es una especie de insecto del género Myopites de la familia Tephritidae del orden Diptera.

## Historia
Blot la describió científicamente por primera vez en el año 1827.